# Liste des intercommunalités du Cher

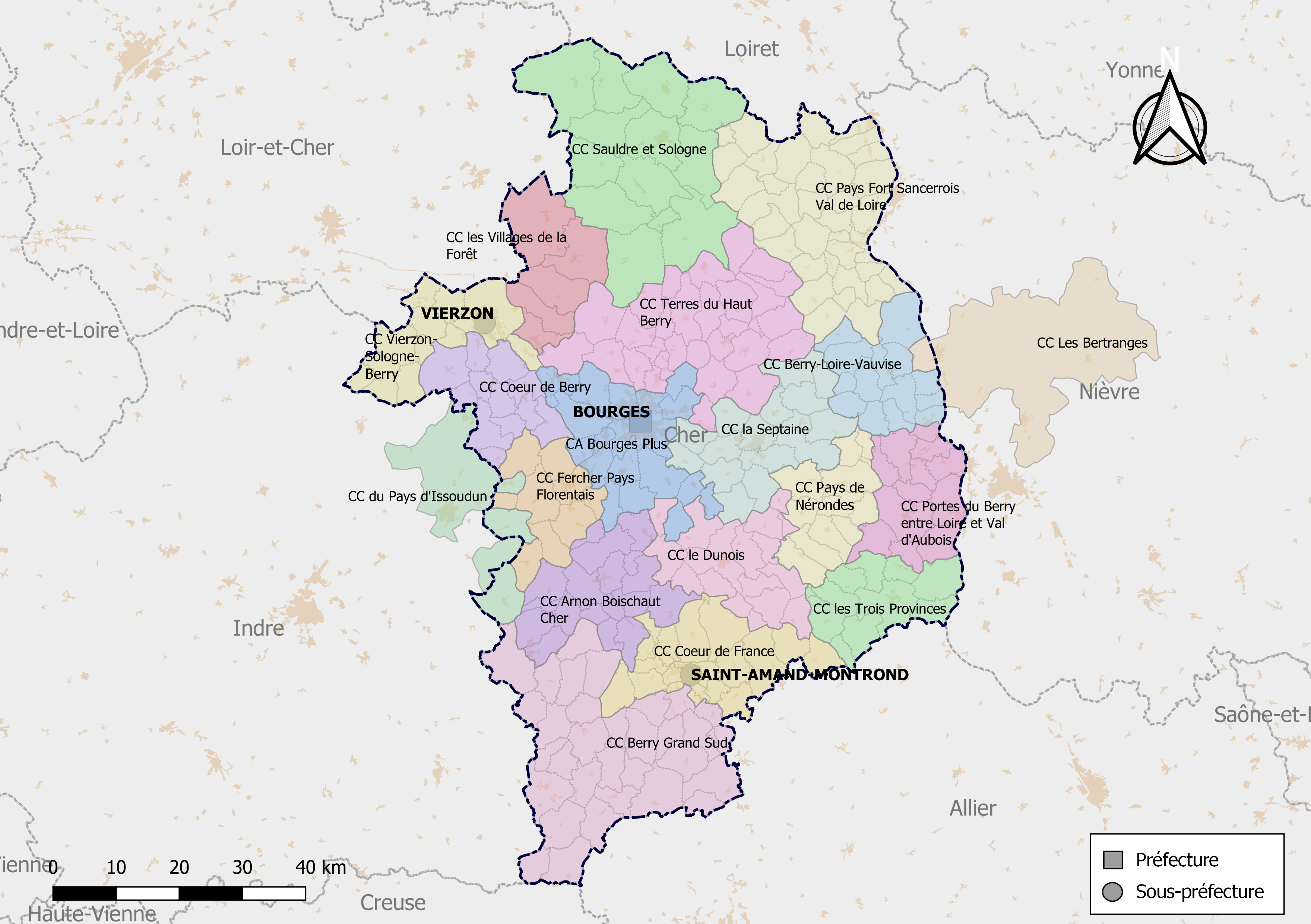
Carte des EPCI du Cher au 1er janvier 2019.

Au 1er janvier 2020, le département du Cher compte 16 établissements publics de coopération intercommunale à fiscalité propre dont le siège est dans le département (1 communauté d'agglomération et 15 communautés de communes). Par ailleurs 4 communes sont groupées dans 2 intercommunalités dont le siège est situé hors département (Indre et Nièvre).

## Intercommunalités à fiscalité propre
| Forme juridique            | Nom                                                       | no SIREN  | Date de création  | Nombre de communes       | Population (der. pop. légale) | Superficie (km2) | Densité (hab./km2) | Siège                         | Président          |
| -------------------------- | --------------------------------------------------------- | --------- | ----------------- | ------------------------ | ----------------------------- | ---------------- | ------------------ | ----------------------------- | ------------------ |
| Communauté d'agglomération | Bourges Plus                                              | 241800507 | 21 octobre 2002   | 17                       | 101 687 (2021)                | 417,30           | 244                | Bourges                       | Irène Félix        |
| Communauté de communes     | CC Vierzon-Sologne-Berry et Villages de la Forêt          | 200033207 | 1er janvier 2020  | 17                       | 40 719 (2016)                 | 566              | 72                 | Vierzon                       | François Dumon     |
| Communauté de communes     | CC Terres du Haut Berry                                   | 200066330 | 1er janvier 2017  | 30                       | 26 052 (2021)                 | 685,30           | 38                 | Les Aix-d'Angillon            | Bernard Rousseau   |
| Communauté de communes     | CC du Cœur de France                                      | 200036135 | 1er janvier 2013  | 19                       | 18 103 (2021)                 | 379,10           | 48                 | Saint-Amand-Montrond          | Daniel Bône        |
| Communauté de communes     | CC Pays Fort Sancerrois Val de Loire                      | 200069227 | 1er janvier 2017  | 36                       | 18 133 (2021)                 | 688,0            | 26                 | Sancerre                      | Laurent Pabiot     |
| Communauté de communes     | CC Cœur de Berry                                          | 200070571 | 1er janvier 2017  | 11                       | 6 876 (2021)                  | 207,80           | 33                 | Lury-sur-Arnon                | Alain Mornay       |
| Communauté de communes     | CC Sauldre et Sologne                                     | 200000933 | 29 décembre 2005  | 14                       | 14 421 (2021)                 | 970,80           | 15                 | Argent-sur-Sauldre            | Laurence Renier    |
| Communauté de communes     | CC Berry Grand Sud                                        | 200049484 | 1er janvier 2015  | 32                       | 11 492 (2021)                 | 850,60           | 14                 | Le Châtelet                   | Jean-Luc Brahiti   |
| Communauté de communes     | CC FerCher                                                | 241800457 | 1er janvier 2001  | 9                        | 11 370 (2021)                 | 232,0            | 49                 | Saint-Florent-sur-Cher        | Fabrice Chabance   |
| Communauté de communes     | CC la Septaine                                            | 241800374 | 1er décembre 2000 | 15                       | 10 776 (2021)                 | 391,50           | 28                 | Avord                         | Sophie GOGUÉ       |
| Communauté de communes     | CC Portes du Berry, entre Loire et val d'Aubois           | 200011781 | 13 décembre 2007  | 12                       | 9 466 (2021)                  | 286,40           | 33                 | Jouet-sur-l'Aubois            | Olivier Hurabielle |
| Communauté de communes     | CC Arnon Boischaut Cher                                   | 200027076 | 1er janvier 2011  | 18                       | 7 934 (2021)                  | 379,50           | 21                 | Châteauneuf-sur-Cher          | Dominique Burlaud  |
| Communauté de communes     | CC du Dunois (Cher)                                       | 241800424 | 1er janvier 2001  | 16                       | 7 200 (2021)                  | 335,70           | 22                 | Dun-sur-Auron                 | Louis Cosyns       |
| Communauté de communes     | CC Berry-Loire-Vauvise                                    | 200032514 | 1er janvier 2013  | 14                       | 5 423 (2021)                  | 277,20           | 20                 | Sancergues                    | Jean-Paul Dousset  |
| Communauté de communes     | CC les Trois Provinces                                    | 241800432 | 1er janvier 2001  | 11                       | 5 013 (2021)                  | 269,60           | 19                 | Sancoins                      | Pierre Guiblin     |
| Communauté de communes     | CC Pays de Nérondes                                       | 200007177 | 1er janvier 2007  | 12                       | 4 711 (2021)                  | 250,30           | 19                 | Nérondes                      | Thierry Porikian   |
| Communauté de communes     | Intercommunalité dont le siège est situé hors département |           |                   |                          |                               |                  |                    |                               |                    |
| Communauté de communes     | CC du Pays d'Issoudun                                     | 243600236 | 1er janvier 1994  | 12 (dont 3 dans le Cher) | 18 899 (2021)                 | 310,70           | 61                 | Issoudun (Indre)              | André Laignel      |
| Communauté de communes     | CC Les Bertranges                                         | 200068088 | 1er janvier 2017  | 32 (dont 1 dans le Cher) | 19 700 (2021)                 | 590,0            | 33                 | La Charité-sur-Loire (Nièvre) | Henri Valès        |

## Historique

### Evolutions en 2020
La communauté de communes Vierzon Sologne Berry fusionne avec la communauté de communes les Villages de la Forêt pour former le 1er janvier 2020 la communauté de communes Vierzon-Sologne-Berry et Villages de la Forêt, qui intègre la commune de Massay, antérieurement membre de la communauté de communes Vierzon-Sologne-Berry.

### Évolutions au1erjanvier 2017
Le Cher passe de 22 à 17 EPCI à fiscalité propre ayant leur siège dans le département, en application du schéma départemental de coopération intercommunale arrêté le 22 mars 2016 :
- Création de la communauté de communes Cœur de Berry par fusion de la communauté de communes Les Terres d'Yèvre et de la communauté de communes Les Vals de Cher et d'Arnon.
- Création de la communauté de communes Terres du Haut Berry par fusion de la communauté de communes Les Hautes Terres en Haut Berry, de la communauté de communes en Terres vives et de la communauté de communes Les Terroirs d'Angillon.
- Création de la communauté de communes Pays Fort Sancerrois Val de Loire par fusion de la communauté de communes Cœur du Pays Fort, de la communauté de communes Haut-Berry - Val de Loire et de la communauté de communes du Sancerrois.

### Évolutions antérieures
- Le 1er janvier 2015, création de la communauté de communes Berry Grand Sud par fusion de la communauté de communes Boischaut-Marche et de la communauté de communes Terres du Grand Meaulnes.
- Le 1er janvier 2013 : 
  - création de la communauté de communes Terres du Grand Meaulnes par fusion de la communauté de communes Terres de Cœur, de la communauté de communes du Grès rose et de la communauté de communes des Mélusines.
  - création de la Communauté de communes Vierzon Sologne Berry par fusion de la  communauté de communes Vierzon Pays des Cinq rivières et de la communauté de communes des Vallées vertes du Cher Ouest
- Le 1er janvier 2011, création de la Communauté de communes Arnon Boischaut Cher par fusion des anciennes communautés de communes  des Rives du Cher et  des Portes du Boischaut[20].